# Me, Myself & I (canción de G-Eazy y Bebe Rexha)
«Me, Myself & I» es una canción  del rapero estadounidense G-Eazy, y de la compositora y cantante estadounidense Bebe Rexha. Este fue lanzado el 14 de octubre de 2015, como el primer sencillo de su segundo álbum de estudio When It's Dark Out. La canción fue producida por Bebe Rexha, Christoph Andersson y Michael Keenan.

## Antecedentes
La canción originalmente llamado "I Don't Need Anything" escrita por Bebe Rexha estaba destinada a ser utilizado en su propio álbum debut. No totalmente convencida del resultado final y en busca de una colaboración, interpretó un demo en el piano para el rapero G-Eazy, al cual le gustó la canción y decidió colaborar en la pista. Rayaron los versos de la canción con un poco de rap y mantienen el coro de Rexha, post-coro y puente, y cambiaron el título a "Me, Myself and I".

## Rendimiento Comercial
La canción debutó en el número 89 de la lista Billboard Hot 100 y ha alcanzado su punto máximo en el número 8 en los Billboard Hot 100 de EE. UU., donde se convirtió en primer top 10 de G-Eazy y su más alta de listas interior hasta la fecha se convirtió en su primera canción número 1 en la Billboard Hot Rap Songs tras superar "Hotline Bling" de Drake. Esta es la tercera canción en el Hot Single 100 de Bebe Rexha como cantante y su segundo top 10 y su cuarto como escritor, después de "The Monster", "Hey Mama" y "Meant to Be".

## Vídeo Musical
El video musical de la canción se estrenó el 29 de octubre de 2015 en la cuenta de Vevo de G-Eazy en YouTube. Desde su lanzamiento, el vídeo ha recibido más de 570 millones de visitas, mientras que el audio oficial ha recibido más 160 millones de visitas. Dirigido por Taj Stansberry, el video rodea la escena del cumpleaños de G-Eazy, donde se ve obligado a reconciliarse con sus ansiedades y el hombre en el espejo.

## Posicionamiento en listas
| Lista (2015–16)                             | Mejor posición |
| ------------------------------------------- | -------------- |
| Australia (ARIA)                            | 19             |
| Austria (Ö3 Austria Top 40)                 | 12             |
| Bélgica (Flandes) (Ultratop 50)             | 21             |
| Bélgica (Valonia) (Ultratip Bubbling Under) | 9              |
| Canadá (Canadian Hot 100)                   | 12             |
| Canada Digital Songs (Billboard)            | 12             |
| Dinamarca (Tracklisten)                     | 7              |
| Finlandia (OFC)                             | 5              |
| Francia (SNEP)                              | 22             |
| Alemania (Official German Charts)           | 8              |
| Irlanda (IRMA)                              | 30             |
| Italia (FIMI)                               | 35             |
| Países Bajos (Mega Single Top 100)          | 13             |
| Nueva Zelanda (Recorded Music NZ)           | 10             |
| Noruega (VG-lista)                          | 2              |
| Escocia (Scottish Singles Sales Chart)      | 27             |
| España (PROMUSICAE)                         | 64             |
| Suecia (Sverigetopplistan)                  | 4              |
| Suiza (Schweizer Hitparade)                 | 20             |
| Sudáfrica (EMA)                             | 5              |
| Reino Unido (UK Singles Chart)              | 27             |
| Reino Unido (UK R&B Chart)                  | 3              |
| Estados Unidos (Billboard Hot 100)          | 8              |
| Estados Unidos (Hot R&B/Hip-Hop Songs)      | 2              |
| Estados Unidos (Hot Rap Songs)              | 1              |
| Estados Unidos (Mainstream Top 40)          | 10             |

## Certificaciones
| País           | Organismo certificador | Certificación | Ventas certificadas | Ref. |
| -------------- | ---------------------- | ------------- | ------------------- | ---- |
| Alemania       | BVMI                   | 3x Oro        | 600 000             |      |
| Australia      | ARIA                   | 2x Platino    | 140 000             |      |
| Canadá         | Music Canada           | 6x Platino    | 480 000             |      |
| Dinamarca      | IFPI Dinamarca         | Platino       | 90 000              |      |
| España         | PROMUSICAE             | Platino       | 40 000              |      |
| Estados Unidos | RIAA                   | 7x Platino    | 7 000               |      |
| Italia         | FIMI                   | 2x Platino    | 100 000             |      |
| Noruega        | IFPI Noruega           | 3x Platino    | 180 000             |      |
| Nueva Zelanda  | RMNZ                   | 2x Platino    | 30 000              |      |
| Polonia        | ZPAV                   | 4x Platino    | 80 000              |      |
| Portugal       | AFP                    | Oro           | 5 000               |      |
| Reino Unido    | BPI                    | Platino       | 600 000             |      |
| Suecia         | GLF                    | 3x Platino    | 120 000             |      |
| Suiza          | IFPI Suiza             | Platino       | 30 000              |      |